# Morti nel 1652
| Questa pagina contiene informazioni ricavate automaticamente dalle voci biografiche con l'ausilio del template Bio e di un bot. L'aggiornamento è periodico e automatico e ricostruisce completamente la pagina. Se manca una persona in questa lista, sei pregato di non aggiungerla, ma accertati piuttosto che la sua voce biografica contenga il template Bio e che i dati anagrafici siano correttamente compilati. Se il template Bio manca, inseriscilo tu stesso o, in alternativa, metti l'avviso {{tmp\|Bio}} che ne segnala la mancanza. Se i dati riportati sono sbagliati, correggi direttamente la voce biografica; le modifiche saranno visibili in questa lista entro pochi giorni. Per chiarimenti vedi il progetto biografie. La lista contiene solo le 98 persone che sono citate nell'enciclopedia e per le quali è stato implementato correttamente il template Bio. Pagina aggiornata al 2 mar 2025. |

## Gennaio(2)
- 5 gennaio - Girolamo Verospi, cardinale e vescovo cattolico italiano (n. 1599)
- 30 gennaio - Georges de La Tour, pittore francese (n. 1593)

## Febbraio(4)
- 17 febbraio - Gregorio Allegri, compositore, presbitero e cantore italiano
- 20 febbraio - Giovanni Sigismondo Vasa, principe polacco (n. 1652)
- 28 febbraio - Carlo III Borromeo, nobile e mecenate italiano (n. 1586)
- 28 febbraio - Elena Cassandra Tarabotti, religiosa e scrittrice italiana (n. 1604)

## Marzo(2)
- 12 marzo - Alessandro Gottifredi, gesuita italiano (n. 1595)
- 31 marzo - Giulio Strozzi, poeta italiano (n. 1583)

## Aprile(7)
- 1º aprile - Giacomo Lomellini, doge (n. 1570)
- 8 aprile - Angelo Caroselli, pittore italiano (n. 1585)
- 15 aprile - Giuseppe, arcivescovo ortodosso russo
- 17 aprile - Henry Howard, XXII conte di Arundel, nobile inglese (n. 1608)
- 19 aprile - Marcello Lante, cardinale e vescovo cattolico italiano (n. 1561)
- 21 aprile - Pietro Della Valle, scrittore italiano (n. 1586)
- 25 aprile - Jean-Pierre Camus, scrittore e vescovo cattolico francese (n. 1584)

## Maggio(3)
- 5 maggio - Michel Le Nobletz, religioso e missionario francese (n. 1577)
- 10 maggio - Jacques Nompar de Caumont, militare francese (n. 1558)
- 26 maggio - Carlo Filiberto I d'Este, nobile (n. 1571)

## Giugno(8)
- 10 giugno - Giovanni Bernardo di Lippe-Detmold, nobile tedesco (n. 1613)
- 18 giugno - Giovanni Casimiro del Palatinato-Zweibrücken-Kleeburg, conte (n. 1589)
- 19 giugno - Louis De Geer, imprenditore belga (n. 1587)
- 19 giugno - Claes Jansz Visscher, editore, incisore e disegnatore olandese (n. 1586)
- 21 giugno - Inigo Jones, architetto, scenografo e costumista britannico (n. 1573)
- 23 giugno - Iacobus Gothofredus, giurista e politico svizzero (n. 1587)
- 25 giugno - Abraham von Franckenberg, mistico tedesco (n. 1593)
- 26 giugno - Jost Fleckenstein, ufficiale svizzero (n. 1588)

## Luglio(4)
- 17 luglio - Edward Sackville, IV conte di Dorset, politico inglese (n. 1591)
- 22 luglio - Jacques Specx, politico e mercante olandese (n. 1585)
- 25 luglio - Bonaventura Peeters il Vecchio, pittore e incisore fiammingo (n. 1614)
- 30 luglio - Carlo Amedeo di Savoia-Nemours, nobile francese (n. 1624)

## Agosto(7)
- 7 agosto - John Smith, filosofo e teologo inglese (n. 1618)
- 9 agosto - Frédéric Maurice de La Tour d'Auvergne, nobile e generale francese (n. 1605)
- 10 agosto - Cornelis van Kittensteyn, incisore e disegnatore olandese (n. 1598)
- 17 agosto - Giovanni Antonio Galli, pittore italiano (n. 1585)
- 18 agosto - Florimond de Beaune, matematico francese (n. 1601)
- 22 agosto - Jacob De la Gardie, generale e politico svedese (n. 1583)
- 28 agosto - Benjamin Gerritsz. Cuyp, pittore olandese (n. 1612)

## Settembre(7)
- 2 settembre - Jusepe de Ribera, pittore spagnolo (n. 1591)
- 6 settembre - Philippe Alegambe, storico belga (n. 1592)
- 12 settembre - Johann von Werth, generale tedesco (n. 1595)
- 16 settembre - Giulio Roma, cardinale e vescovo cattolico italiano (n. 1584)
- 17 settembre - Francisco de Lugo, teologo e gesuita spagnolo (n. 1580)
- 24 settembre - Richard Brome, drammaturgo inglese
- 28 settembre - Felice Contelori, presbitero, storico e bibliotecario italiano (n. 1588)

## Ottobre(7)
- 3 ottobre - Scipione Chiaramonti, astronomo e filosofo italiano (n. 1565)
- 4 ottobre - Rijaluddin Muhammad Shah di Kedah, sultano malese
- 4 ottobre - Pieter Potter, pittore e incisore olandese (n. 1597)
- 8 ottobre - John Greaves, astronomo, matematico e antiquario britannico (n. 1602)
- 22 ottobre - Johannes Bureus, genealogista, antiquario e esoterista svedese (n. 1568)
- 27 ottobre - Enrico di Nassau-Siegen, nobile tedesco (n. 1611)
- 28 ottobre - Pietro Paolo de Rustici, vescovo cattolico italiano (n. 1599)

## Novembre(5)
- 1º novembre - Pieter van Avont, pittore e incisore fiammingo (n. 1600)
- 4 novembre - Jean-Charles della Faille, matematico belga (n. 1597)
- 21 novembre - Jan Brożek, matematico e astronomo polacco (n. 1585)
- 28 novembre - Bartholomeus van Bassen, architetto, pittore e disegnatore olandese (n. 1590)
- 29 novembre - Francesco Angeloni, storico e umanista italiano (n. 1559)

## Dicembre(4)
- 10 dicembre - Matteo Peregrini, filosofo italiano (n. 1595)
- 11 dicembre - Denis Pétau, filosofo, storico e teologo francese (n. 1583)
- 17 dicembre - Filipe de Magalhães, compositore portoghese (n. 1571)
- 23 dicembre - John Cotton, predicatore inglese (n. 1585)

## Senza giorno specificato(38)
- Didier Barra, pittore francese (n. 1590)
- Benjamin Basnage, religioso francese (n. 1580)
- Andries Bicker, politico olandese (n. 1586)
- Jan Both, pittore olandese (n. 1618)
- Brandolino VI Brandolini, condottiero italiano (n. 1611)
- Francesco Canonici, funzionario italiano (n. 1609)
- Chen Hongshou, pittore cinese (n. 1598)
- Giovanni Battista Chiodini, francescano e scrittore italiano
- Johann Cloppenburg, teologo olandese (n. 1592)
- Giovanni Carlo Coppola, vescovo cattolico, poeta e abate italiano (n. 1599)
- Jacob Cuyp, pittore e illustratore olandese (n. 1594)
- László Esterházy, militare e nobile ungherese (n. 1626)
- Bernardino Fernández de Velasco, generale e politico spagnolo (n. 1610)
- Alonso de Figueroa y Córdoba, militare spagnolo
- Pieter de Grebber, pittore olandese (n. 1600)
- Ralph Hopton, I barone Hopton, condottiero inglese (n. 1598)
- Alexander Keirinckx, pittore fiammingo (n. 1600)
- Nicolaes Lauwers, incisore fiammingo (n. 1600)
- Jusepe Leonardo, pittore spagnolo (n. 1601)
- François Levasseur, militare e politico francese
- Ottavio Magnanini, scrittore italiano (n. 1574)
- Clément Metézeau, ingegnere e architetto francese (n. 1581)
- Nicolò Sebregondi, architetto e pittore italiano (n. 1585)
- Gavino Penducho Carta, funzionario spagnolo (n. 1588)
- Dario Pozzo, pittore italiano (n. 1592)
- Antonio Rocco, filosofo e scrittore italiano (n. 1586)
- Bartolomeo Scala, religioso e storico italiano (n. 1571)
- Vilém Slavata, politico ceco (n. 1572)
- Claes Tol, pittore olandese (n. 1628)
- Giuseppe Salinguerra Torelli, nobile italiano (n. 1612)
- Jan Jansz Treck, pittore olandese (n. 1606)
- Abraham Verhoeven, editore e giornalista belga (n. 1575)
- Johann Angelius von Werdenhagen, giurista e filosofo tedesco (n. 1581)
- Richard Weston, agronomo britannico (n. 1591)
- Mary Wroth, poetessa inglese (n. 1586)
- Paolo de Gratiis, vescovo cattolico italiano
- Maurizio del Palatinato, principe tedesco (n. 1620)
- Andries van Eertvelt, pittore fiammingo (n. 1590)